# Айхах
Айхах (нім. Aichach) — місто в Німеччині, знаходиться в землі Баварія. Підпорядковується адміністративному округу Швабія. Адміністративний центр району Айхах-Фрідберг.
Площа — 92,97 км2. Населення становить 21 488 ос. (станом на 31 грудня 2020).